# Јурковац
Јурковац је насељено место у општини Чаглин, у Славонији, Република Хрватска.

## Историја
До нове територијалне организације место је припадало бившој великој општини Славонска Пожега.

## Становништво
Насеље је према попису становништва из 2011. године имало 21 становника.
| Националност       | 1991.       |
| Срби               | 36 (60,00%) |
| Хрвати             | 7 (11,66%)  |
| Југословени        | 10 (16,66%) |
| остали и непознато | 7 (11,66%)  |
| Укупно             | 60          |